# Joan Josep Laguarda i Fenollera

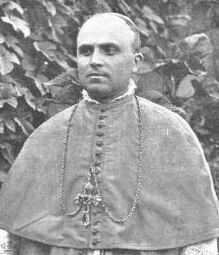
Bischof Joan Josep Laguarda i Fenollera (1909)

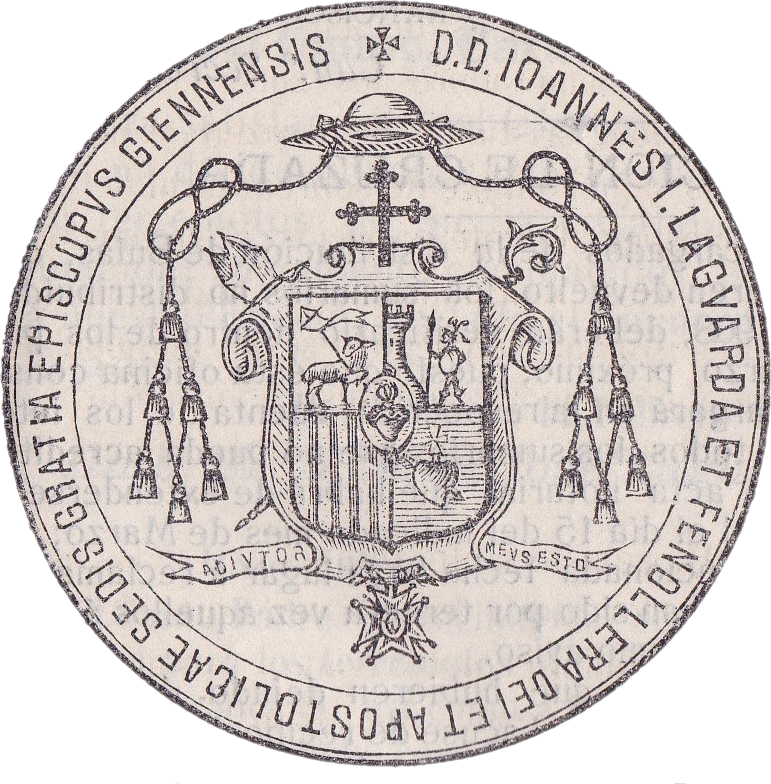
Bischofswappen von Joan Josep Laguarda i Fenollera

Joan Josep Laguarda i Fenollera (spanisch Juan José Laguarda y Fenollera; * 22. April 1866 in Valencia, Spanien; † 4. Dezember 1913 in Barcelona) war ein spanischer römisch-katholischer Geistlicher, Kofürst von Andorra sowie Bischof von Urgell, Jaén und Barcelona.

## Leben
Er studierte am Colegio del Patriarca in Valencia und wurde in Theologie und Kirchenrecht promoviert und Lizenziat für weltliches Recht. Nach einigen Monaten im Pfarrdienst, wurde er von Erzbischof Ciriaco Sancha y Hervás zum Präfekten des Seminario Conciliar in Valencia berufen, wo er in den Folgejahren Metaphysik, politische Ökonomie und Rechtswissenschaften lehrte.
Nach der Ernennung von Kardinal Ciriaco Sancha y Hervás zum Erzbischof von Toledo ernannte Papst Leo XIII. Laguarda am 19. Juni 1899 zum Weihbischof in Toledo und Titularbischof von Titiopolis. Kardinal Sancha y Hervás spendete ihm am 15. Oktober desselben Jahres die Bischofsweihe und ernannte ihn zum Generalvikar des Erzbistums Toledo. Mitkonsekratoren waren der Bischof von Coria, Ramón Peris Mencheta, und der Bischof von Menorca, Salvador Castellote y Pinazo.
Am 9. Juni 1902 wurde er zum Bischof von Urgell ernannt und damit Kofürst von Andorra. Für sein diplomatisches Geschick bei den Verhandlungen um die strittige Grenzziehung zwischen Andorra und Frankreich wurde ihm vom spanischen König das Großkreuz des Orden Karls III. verliehen. Am 6. Dezember 1906 folgte die Ernennung zum Bischof von Jaén. Die Amtseinführung fand am 29. Mai des folgenden Jahres statt. Am 20. Januar 1909 wurde Laguarda zum Bischof von Barcelona ernannt. Papst Pius X. bestätigte die Ernennung am 29. April desselben Jahres und die Amtseinführung fand am 27. Oktober desselben Jahres statt.